# Route 39 (Alberta)
La Route 39 est une route du centre de l'Alberta. Elle relie la route 22, à l'est de Drayton Valley à la route 2 à Leduc. La route 39 parcourt environ 91 kilomètres (57 mi).

## Intersections majeures
| Municipalité rurale / spécialisée             | Ville          | km                                | Destinations                                 | Notes                                     |
| --------------------------------------------- | -------------- | --------------------------------- | -------------------------------------------- | ----------------------------------------- |
| Comté de Brazeau                              |                | 0,00                              | AB-22 – Drayton Valley, Rocky Mountain House | L'AB-39 ouest devient l'AB-22 nord        |
| Comté de Brazeau                              | 4,90           | AB-759 nord – Berrymoor, Tomahawk | Terminus sud de l'AB-759                     |                                           |
| Comté de Brazeau                              | Alsike         | 26,90                             | AB-20 sud – Breton, Winfield                 | Terminus nord de l'AB-20                  |
| Comté de Leduc                                |                | 35,10                             | AB-770 nord – Saint-Francis, Genese          | Terminus ouest du multiplex avec l'AB-770 |
| Comté de Leduc                                | Warburg        | 36,70                             | AB-770 sud (50 Street)                       | Terminus est du multiplex avec l'AB-770   |
| Comté de Leduc                                | Thorsby        | 56,10                             | AB-778 sud – Lac Pigeon                      | Terminus nord de l'AB-778                 |
| Comté de Leduc                                |                | 59,30                             | AB-622 ouest – Telfordville, Saint-Francis   | Terminus est de l'AB-622                  |
| Comté de Leduc                                | Calmar         | 75,00                             | AB-795 sud – Pipestone                       | Terminus nord de l'AB-795                 |
| Comté de Leduc                                |                | 79,90                             | AB-60 nord – Devon                           | Terminus sud de l'AB-60                   |
| Ville de Leduc                                | Ville de Leduc | 91,10                             | AB-2 – Edmonton, Red Deer, Calgary           | Échangeur; sortie 517 de l'AB-2           |
| - Terminus de multiplex - Transition de route |                |                                   |                                              |                                           |